# Furcifer campani
Furcifer campani là một loài thằn lằn trong họ Chamaeleonidae. Loài này được Grandidier mô tả khoa học đầu tiên năm 1872.

## Hình ảnh

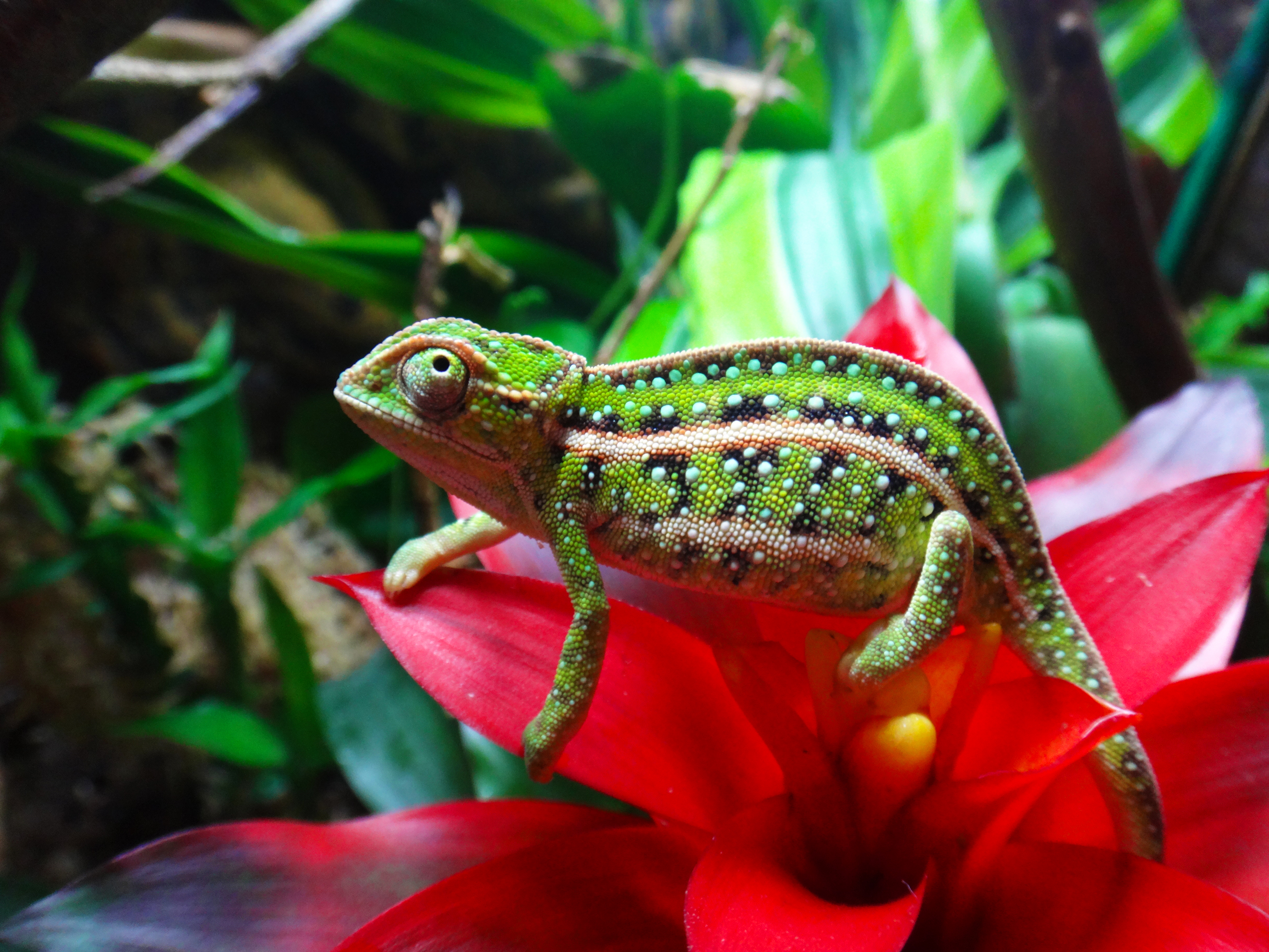